# Колумбійська школа права
Колумбійська школа права (англ. Columbia law school) — юридична школа Колумбійського університету, приватного університету, що належить до Ліги плюща, в Нью-Йорку. Школа була заснована у 1858 році як Школа права Колумбійського коледжу. Університет був відомий своєю юридичною наукою, починаючи з 18 століття. Серед випускників Королівського коледжу — попередника університету колоніальних часів, є такі відомі правознавці, як Джон Джей, перший Голова Верховного суду США, і Александер Гамільтон, перший міністр фінансів, які були співавторами «Федераліста» .

## Історія

### Джеймс Кент і раннє вивчення права в Колумбійському університеті

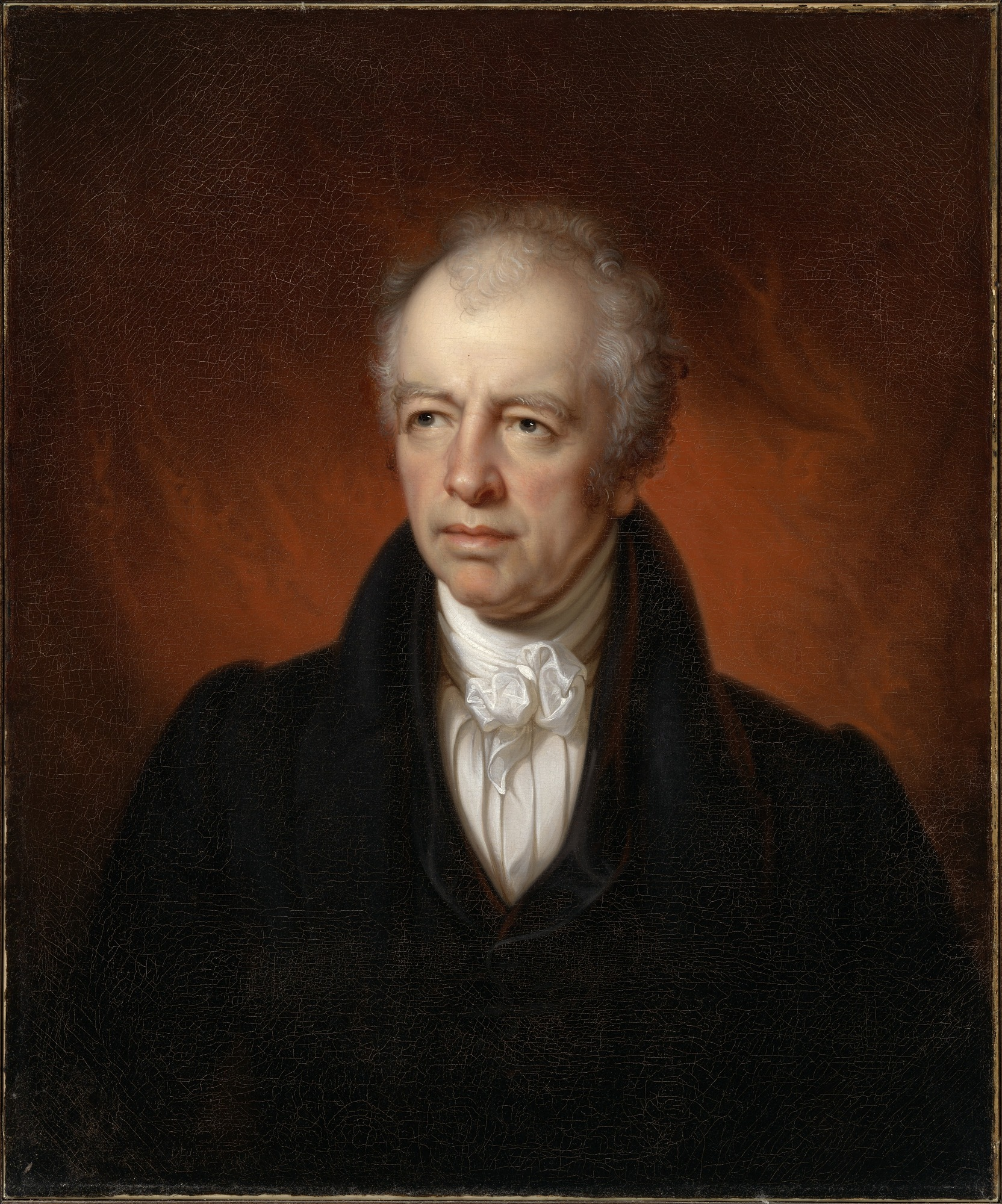
Джеймс Кент

Викладання права в Колумбійському університеті почалось ще у 18 столітті. Серед випускників Королівського коледжу — попередника університету колоніальних часів, були такі видатні американські судді, як Джон Джей, який згодом став першим Головою Верховного суду США. У 1793 році Джеймс Кент був призначений першим викладачем права в Колумбійському коледжі. Лекції Кента за чотирирічний період згодом перетворились на перші два томи його праці «Коментарі». Другий том був опублікований в 1827 році. Однак, Кенту не вдалося створити школу права або кафедру права в коледжі. Таким чином, офіційне викладання права як навчального курсу розпочалося лише в середині 19 століття.

### Теодор Дуайт і заснування школи права

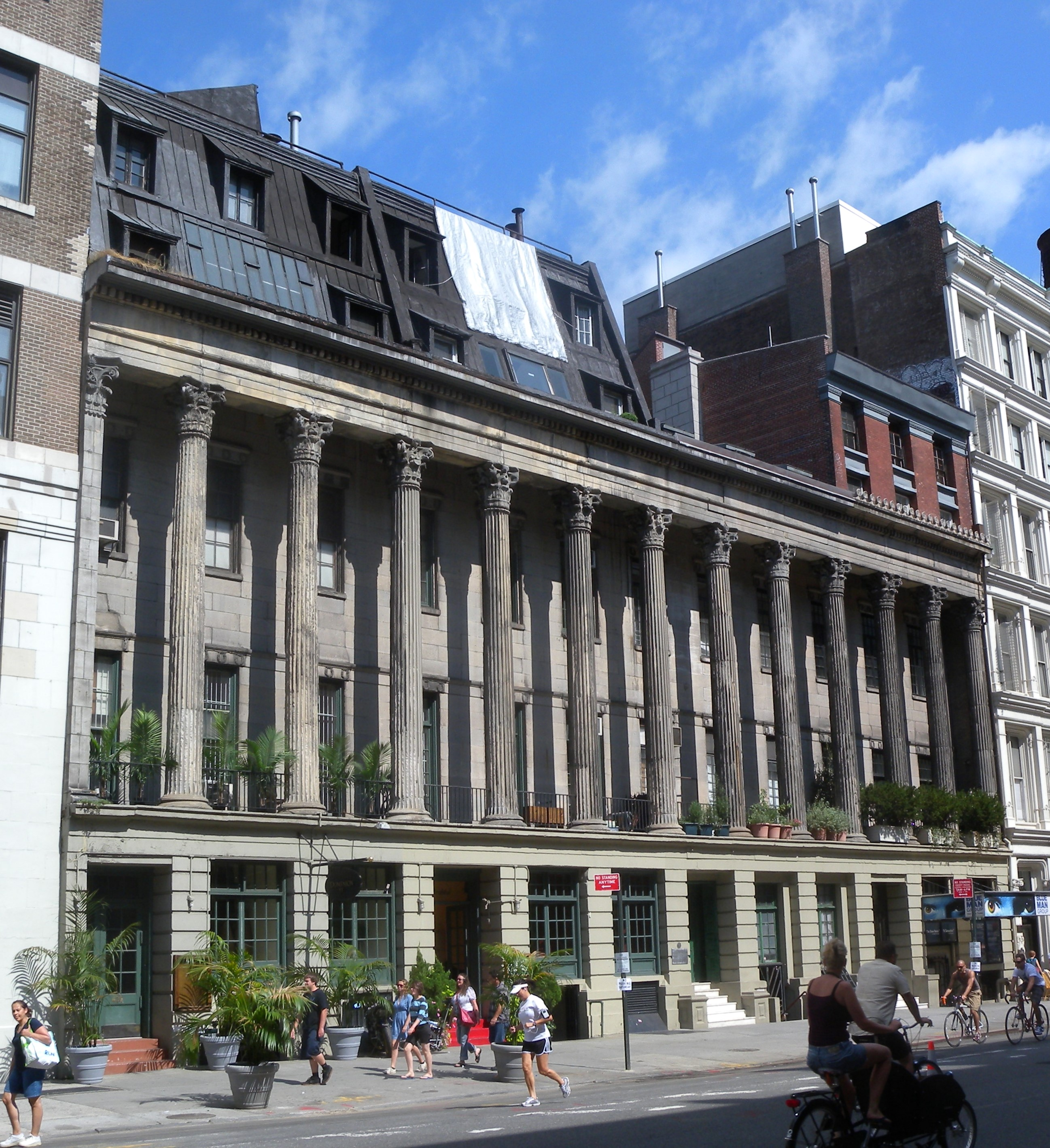
Початкове місце розташування занять Колумбійської школи права в Колонадному ряді.

Школа права Колумбійського коледжу, як вона тоді офіційно називалася, була заснована в 1858 році Спочатку заняття проводилися в Колонадному ряді у будівлі, яка колись належала Джону Джекобу Астору. Першою спеціально побудованою для юридичної школи будівлею була неоготична будівля, розташована на території студмістечка Колумбійського університету на Медісон-авеню, де також розміщена бібліотека коледжу. Згодом коледж став Колумбійським університетом і переїхав на північ до району Морнінгсайд-Гайтс. Як зауважив професор права Колумбійського університету Теодор Дуайт, на момент заснування попит на офіційний курс навчання з права все ще був непевним, оскільки в ті часи юристи навчались в юридичних фірмах або за допомогою приватних вчителів.
Дійсно, Колумбійська школа права була однією з небагатьох юридичних шкіл, заснованих у США до громадянської війни. Протягом 18-го та 19-го століть здебільшого юридична освіта здобувалась в юридичних фірмах, де молоді люди, які працювали учнями або клерками, мали копіювати документи та заповнювати юридичні форми під наглядом досвідченого адвоката. Наприклад, у Нью-Йорку Джон Джей, революціонер-батько-засновник і перший голова Верховного суду США, вивчав право з Бенджаміном Кіссамом, завдяки напруженій юридичній практиці якого, клерки були постійно зайнятими перенесенням записів, написанням клопотань та юридичних висновків. Теодор Дуайт, який був завідувачем кафедри права Гамільтонського коледжу в Клінтоні, Нью-Йорк, вважав, що формальна юридична освіта в аудиторіях з регулярними лекціями набагато перевершує звичайне навчання в юридичній фірмі.

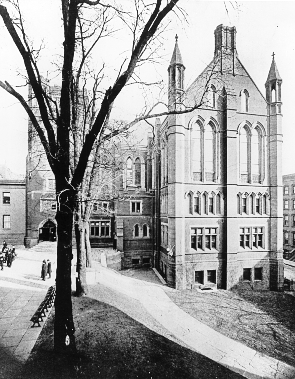
Юридична бібліотека в будівлі стилю неоготичного відродження в університетському містечку Колумбійського університету на Медісон-авеню

Незабаром після заснування Школи права в Колумбійському університеті, була створена навчальна програма, яка містила чотири окремі курси лекцій: один — з філології, що викладався видатним ученим і державним діячем Джорджем П. Маршем ; другий — доктором Френсісом Лібером, відомим автором, що писав на теми політології та міжнародного права, тодішнім професором Колумбійського коледжу; третій курс — з етики, що викладався професором Нейрном, також з коледжу; і четвертий — з муніципального права, що викладався Теодором В. Дуайтом, тодішнім професором права в Гамільтонському коледжі, Нью-Йорк, де на той час уже була процвітаюча юридична школа. Початковий курс навчання для отримання ступеня складався лише з двох років, а не з трьох за сучасним стандартом. Першу лекцію в школі права прочитав у понеділок, 1 листопада 1858 року, містер Дуайт у кімнатах Історичного товариства. Це була вступна лекція, яку згодом надрукували. Аудиторію складали переважно юристи. Було зрозуміло, що на багатьох із них можна було розраховувати як на друзів системи юридичної освіти. За підсумками лекції 35 студентів одразу ж продемонстрували свій намір продовжувати регулярний курс навчання, сплативши навчання на рік вперед. Школу запевнили у збільшенні чисельності студентів, і було прийнято рішення наступного року розділити клас на дві секції для зручності. Наступного року в школі вже було 62 студенти, а на третій рік існування школи — 103 студенти. Значна кількість цих перших студентів вже були членами адвокатських колегій. У 1860 році, щоб стимулювати академічні досягнення студентів, було запроваджено низку щорічних премій, які починалися із суми в 250 доларів і регулярно зменшувалися на 50 доларів, допоки не сягали суми в 100 доларів. Рішення про нагородження преміями приймалось провідними членами адвокатури на основі сукупності письмових відповідей на друковані запитання та есе на теми, обрані викладачами. Виключно студенти, які закінчили дворічний курс, могли змагатися за ці премії. Питання для студентів охоплювали спектр навчання всього курсу. Були прийняті суворі правила щодо відповідей, щоб забезпечити абсолютну чесність кандидатів у їхній роботі.

### Метод Дуайта
До 1891 року право в школі викладалось за так званим методом Дуайта: поєднання лекцій, переказ прочитаного та питаннями з прочитаного матеріалу. Студенти готувались до занять читаючи правові трактати, що являли собою дужні змістовні підручники, в яких тлумачилось право та узагальнювались основні принципи. Знання студентів перевіряли усно чи письмово. Практичне навчання в основному відбувалось вже під час роботи в юридичній фірмі. 

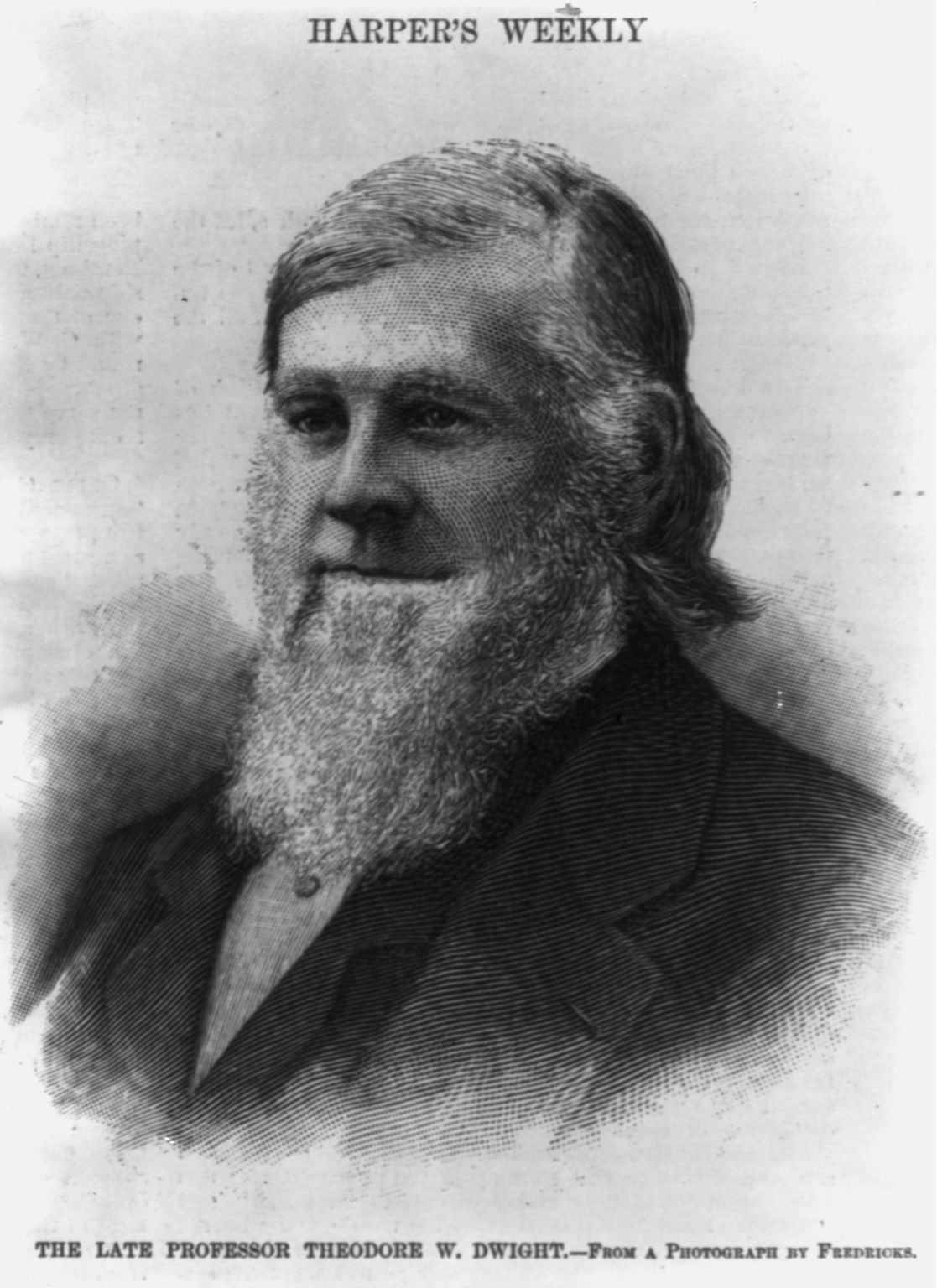
Теодор Вільям Дуайт

Таким чином, метод навчання Дуайта суттєво відрізнявся від «методу прецедентів», який тоді популяризував декан Ленгделл із Гарвардської школи права.Суть методу прецедентів полягала у вивченні окремих справ та використанні індуктивного міркування для виділення регулюючих правових принципів із тих справ.
Наприкінці 19-го століття метод Дуайта поступився місцем методу прецедентів, який на початку 20-го століття став стандартною програмою в усіх інших провідних американських школах права у Гарварді, Єлі та Університеті Пенсільванії. У 1891 році у відповідь на те, що Колумбійський університет запровадив метод прецедентів, Дуайт і ряд інших професорів пішли зі школи права та заснували Нью-йоркську школу права у фінансовому районі Манхеттена. 

### Колумбійська школа права в 20 столітті
Після того, як Дуайт пішов зі школи права, її очолив Вільям Альберт Кінер з Гарвардської юридичної школи. Кінер залишався деканом школи права з 1891 по 1901 рік, коли його змінив Джордж Вашингтон Кірчвей. Майбутній суддя Верховного суду Гарлан Фіск Стоун закінчив школу права у 1898 році Під час юридичної практики в Нью-Йорку він почав читати лекції в Колумбійській школі права в 1899 році і згодом став штатним викладачем школи. Пізніше, в 1910 році, він став деканом школи права і обіймав цю посаду до 1923 року, коли пішов, щоб стати партнером у юридичній фірмі Sullivan & Cromwell. Стоун став генеральним прокурором США у 1924 році і обіймав цю посаду майже рік, перш ніж стати суддею Верховного суду США.
У 1920-х і 30-х роках Колумбійська школа права стала відомою завдяки розвитку в ній руху юридичного реалізму. Серед головних реалістів, пов'язаних із Колумбійською школою права, були Карл Ллевелін, Фелікс С. Коен і Вільям О. Дуґлас.
У вересні 1988 року Колумбійська школа права заснувала першу в країні юридичну клініку з питань СНІДу, в якій викладали професори Дебора Ґрінберг і Марк Барнс .

### Колумбійська школа права в 21 столітті
В 21 столітті Колумбійська школа права запустила міжнародні навчальні програми у співпраці з іноземними навчальними закладами, заснувала правові центри, що займаються вивченням актуальних питань (зміна клімату, гендерні дослідження), та почала пропонувати подвійні ступені.

## Вступна статистика
У 2023 році було прийнято 11,9 % абітурієнтів-заявників, з яких із 34,07 % поступили на навчання, 50-процентиль балів LSAT (вступний іспит на юридичні факультети та школи) для вступників становив 173, а 50-процентиль GPA (стандартизований тест для випускників шкіл) становив 3,87.

## Навчальні програми
Колумбійська школа права пропонує навчальні програми для здобуття ступенів доктора юриспруденції, магістра права та доктора юридичних наук. Навчальна програма для здобуття ступеню доктора юриспруденції розрахована на три роки. Протягом трьох років студенти вивчають обов'язкові предмети та курси (цивільний процес, конституційне право, договірне право, кримінальне право, право власності, позадоговірні зобов'язання з відшкодування шкоди, правові методи та ін.), а також мають предмети на вибір (трудове право, міжнародне право, корпоративне право та ін.).
Навчальна програма для здобуття ступеню магістра права розрахована на один рік. Обов'язковим предметом для здобуття ступеню магістра права є «Вступ до американського права» (ті, хто закінчив американську юридичну школу та отримав ступінь доктора юриспруденції звільняються від необхідності вивчати цей предмет). Крім того, кандидат на ступінь магістра права повинен пройти курс з правового дослідження та письма (за виключенням тих, хто отримав ступінь доктора юриспруденції в юридичній школі США), а також набрати 24 бали академічного кредиту шляхом вибору предметів, які цікавлять студента, або участі в певних проектах. Школа також пропонує пришвидшену інтенсивну навчальну програму для здобуття ступеню магістра права.
Навчальна програма для здобуття ступеню доктора юридичних наук розрахована на два роки. Від кандидатів на здобуття ступеню доктора юридичних наук не вимагається вивчати якісь предмети або проходити курси, хоча вони можуть бути слухачами таких курсів та предметів. Кандидати зосереджуються на своєму дослідженні та написанні дисертації.
Колумбійська школа права пропонує подвійні ступені Доктор юриспруденції/Магістр ділового адміністрування, Доктор юриспруденції/Магістр з охорони здоров'я, Доктор юриспруденції/Магістр державного управління, Доктор юриспруденції/Магістр соціальної роботи, Доктор юриспруденції/Магістр вишуканих мистецтв, Доктор юриспруденції/Магістр з міжнародних справ, а також Доктор юриспруденції/Магістр наук спільно з іншими школами Колумбійського університету. На додаток школа пропонує спільний ступень Доктора юриспруденції/Магістра державного управління із Принстонською школою державних та міжнародних справ.

## Бібліотека ім. Артура В. Дайамонда

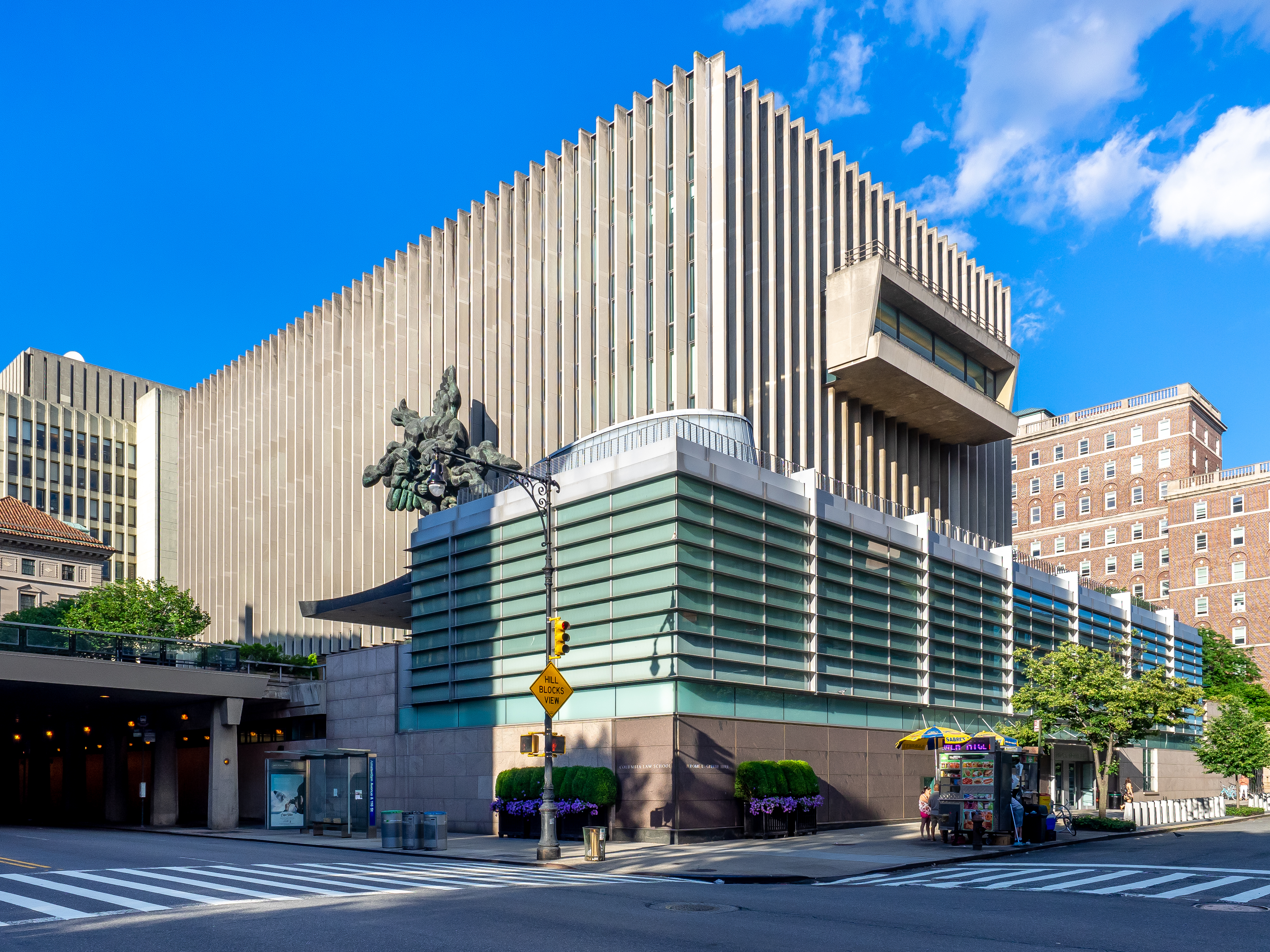
Холл ім. Джерома Л. Ґріна, будівля Школи права та бібліотеки ім. Артура В. Дайамонда. Червень 2019

Бібліотека ім. Артура В. Дайамонда Колумбійської школи права є однією з найбільш всесторонніх бібліотек у світі та третьою за розміром приватною академічною юридичною бібліотекою в США, налічуючи понад 1 000 000 томів і підписку на понад 7 450 журналів та інших періодичних видань.

## Міжнародне співробітництво
Студенти Колумбійської школи права можуть провести один семестр, навчаючись за кордоном. Наразі, школа співпрацює з наступними закладами, в яких протягом одного семестру можуть навчатись студенти школи:
- Амстердамський університет (Нідерланди)
- Юридична школа Буцерія (Гамбург, Німеччина)
- Університет Буенос-Айреса (Буенос-Айрес, Аргентина)
- Центральноєвропейський університет (Відень, Австрія)
- Юридична школа Фонду Гетуліо Варгаса (Сан-Паулу, Ріо-де-Жанейро, Бразилія)
- Юридична школа ESADE (Барселона, Іспанія)
- Фуданський університет (Шанхай, Китай)
- Єврейський університет (Єрусалим, Ізраїль)
- Берлінський університет імені Гумбольдтів (Берлін, Німеччина)
- Кінгс-коледж (Лондон, Великобританія)
- Лейденський університет (Лейден, Нідерланди)
- Університет Париж Пантеон-Ассас (Париж, Франція)
- Пекінський університет (Пекін, Китай)
- Римський університет ла Сап'єнца (Рим, Італія)
- Школа сходознавства та африканських досліджень Лондонського університету (Лондон, Великобританія)
- Васедівський університет (Токіо, Японія)[18]

## Юридичні центри та стажування
Колумбійський університет був одним з перших навчальних закладів, що заснував центри порівняльного та міжнародного права, а також діючу кафедру космічного права . У школі права також є потужні центри з вивчення міжнародного права, включаючи Центр китайських правових досліджень, Центр корейських правових досліджень, Центр японських правових досліджень, Центр європейських правових досліджень, Сабін-центр з правових питань кліматичних змін, Центр корпоративного управління, Центр гендерного права та права статевих відмінностей, Центр права та економічних досліджень, Центр глобальної правової трансформації, а також кілька інших центрів і правових програм. У липні 2012 року школа запустила Центр глобальних ринків і корпоративної власності Айри М. Мілштейна для «вивчення глобальних фінансових ринків та їх різноманітних, взаємозалежних учасників»; Центр конституційного управління, щоб «об'єднати динамічну групу вчених з конституційного права, які займаються поглибленим вивченням урядової структури та відносин, включаючи експертів з розподілу влади та питань федералізму»; і Центр міжнародного комерційного та інвестиційного арбітражу для «продовження викладання та вивчення міжнародного арбітражу, спираючись на значний досвід школи права в цій галузі юридичної практики, що швидко розвивається».
Для післядипломної практики, школа, зокрема, пропонує пройти повний семестр практики в федеральному уряді у Вашингтоні, столиці США. Ця практика надає студентам практичний досвід роботи в юридичних відділах державних установ. Окрім стажування у федеральних органах, студенти програми також зобов'язані відвідувати щотижневий семінар і написати ґрунтовну наукову роботу.

## Студентські юридичні журнали
Колумбійська школа права видає наступні юридичні журнали, що редагуються студентами:
- Columbia Law Review, який є третім найбільш цитованим юридичним журналом у світі[22][23]
- Columbia Business Law Review
- Columbia Human Rights Law Review
- Columbia Journal of Asian Law
- Columbia Journal of Environmental Law
- Columbia Journal of European Law
- Columbia Journal of Gender and Law
- Columbia Journal of Law & the Arts
- Columbia Journal of Law & Social Problems
- Columbia Journal of Race & Law
- Columbia Journal of Tax Law
- Columbia Journal of Transnational Law
- Columbia Science and Technology Law Review
- American Review of International Arbitration[24]

## Відомі викладачі
Адміністративне право:
- Річард Бріффолт — вчений-юрист, який з 2014 по 2020 очолював Нью-йоркську раду з конфлікту інтересів, орган, який регулює етику поведінки державних службовців та здійснює нагляд за додержанням законодавства про конфлікт інтересів
- Томас Меррілл — вчений-юрист, який також викладав у Єльській юридичній школі та Школі права Північно-західного університету
- Пітер Штраус — вчений-юрист, який працював в Офісі Генерального соліситора США, а також головним юристом Комісії з ядерного регулювання США

Конституційне право:
- Філіп Боббіт — вчений-юрист, автор відомих книжок з конституційного права, серед який «Доля Конституції: конституційна теорія» (англ. Constitutional Fate: Theory of the Constitution), член Консультативного комітету з міжнародного права при Державному секретарі США
- Лі Боллінджер — вчений-юрист, відомий в сфері Першої поправки до Конституції США та свободи слова, колишній Президент Колумбійського університету та Мічиганського університету
- Тім Ву— вчений-юрист, відомий в сфері Першої поправки до Конституції США, який з 2021 по 2023 був спеціальним помічником Президента США з питань технологій та конкурентної політики

Кримінальне право та процес:
- Джерард Е. Лінч — юрист, старший суддя Апеляційного суду другого округу США
- Дебра Енн Лівінгстон — юрист, Голова Апеляційного суду другого округу США
- Джордж П. Флетчер — вчений-юрист, автор відомої в американській юриспруденції книги «Переосмислення кримінального права» (англ. Rethinking Criminal Law) та інших книг з кримінального права
- Джед С. Ракофф — юрист, старший суддя Окружного суду Південного округу Нью-Йорка

Права людини та громадянські права:
- Кімберлі Креншоу — вчений-юрист, агітатор за громадянські права, засновник теорії інтерсекційності, а також одна із засновниць критичної расової теорії

Історія права:
- Ебен Моґлен — вчений-юрист, засновник «Правового фонду вільного програмного забезпечення» (англ. Software Freedom Law Center)

## Відомі випускники
Теодор Рузвельт, 26-й президент США і 25-й віце-президент США, і Франклін Д. Рузвельт, 32-й президент США, були студентами Колумбійської школи права; жоден з них не закінчив школу права, але вони обидва отримали почесні докторські ступені в жовтні 2008 року Екс-президент Грузії Міхеіл Саакашвілі здобув ступінь магістра права (LLM) в Колумбійській школі права; Джуліано Амато, двічі колишній прем'єр-міністр Італії (1992–93 та 2000—2001), також був випускником Колумбійської школи права.
Троє випускників школи обіймали посаду Голови Верховного суду США: Чарльз Еванс Г'юз, Гарлан Фіск Стоун і Джон Джей. Колумбійська школа права є єдиною юридичною школою, більше ніж один випускник якої, став Головою Верховного суду США. Десять випускників Колумбійської школи права працювали у Верховному суді США, у тому числі суддя Рут Бейдер Гінзбург. Декілька випускників працювали Генеральним соліситором США. Понад 90 нинішніх і колишніх членів федеральних судів США закінчили Колумбійську школу права. На міжнародному рівні випускники Колумбійської школи права також обіймали високі суддівські посади, в тому числі Ши Цзюйонг, колишній президент Міжнародного суду ООН; Сюе Ханьцінь, діючий суддя Міжнародного суду ООН; Джуліано Амато, суддя Конституційного суду Італії (2013—2022); Ян Шанс Крістенсен, Голова Верховного суду Данії; Сьюзен Денхем, Голова Верховного суду Ірландії (2011—2017); Марвік Леонен, нинішній суддя Верховного суду Філіппін; Хіронобу Такесакі, Голова Верховного суду Японії (2008—2014); Уму Хава Теджан-Джалло, нинішній Голова Верховного суду Сьєрра-Леоне; Карін Марія Брузеліус, колишня суддя Верховного суду Норвегії; Лоуренс Коллінз, колишній суддя Верховного суду Великобританії; та Френсіс М. Секанді, колишній суддя Верховного суду Уганди.
Серед відомих вчених-юристів, які закінчили Колумбійську школу права — Барбара Блек, Лі Боллінджер, Фелікс С. Коен, Лоуренс Коллінз, Роберт Кавер, Семюель Естрайхер, Е. Аллан Фарнсворт, Чарльз Фрід, Рут Бейдер Гінзбург, Гарві Ґолдшмід, Кент Грінаволт, Джек Ґрінберг, Джеффрі К. Хазард мл., Бенджамін Каплан, Джессіка Літман, Луї Ласкі, Єль Камісар, Соя Меншікофф, Річард Б. Морріс, Паула Франзезе, Роберт Пітофскі, Барбара Рінґер, Лоуренс Сегер, Майкл І. Соверн, Артур Т. Вандербільт, Чарльз Воррен, Емі Вакс, Герберт Векслер і Марк Д. Вест.

## Рейтинги та працевлаштування

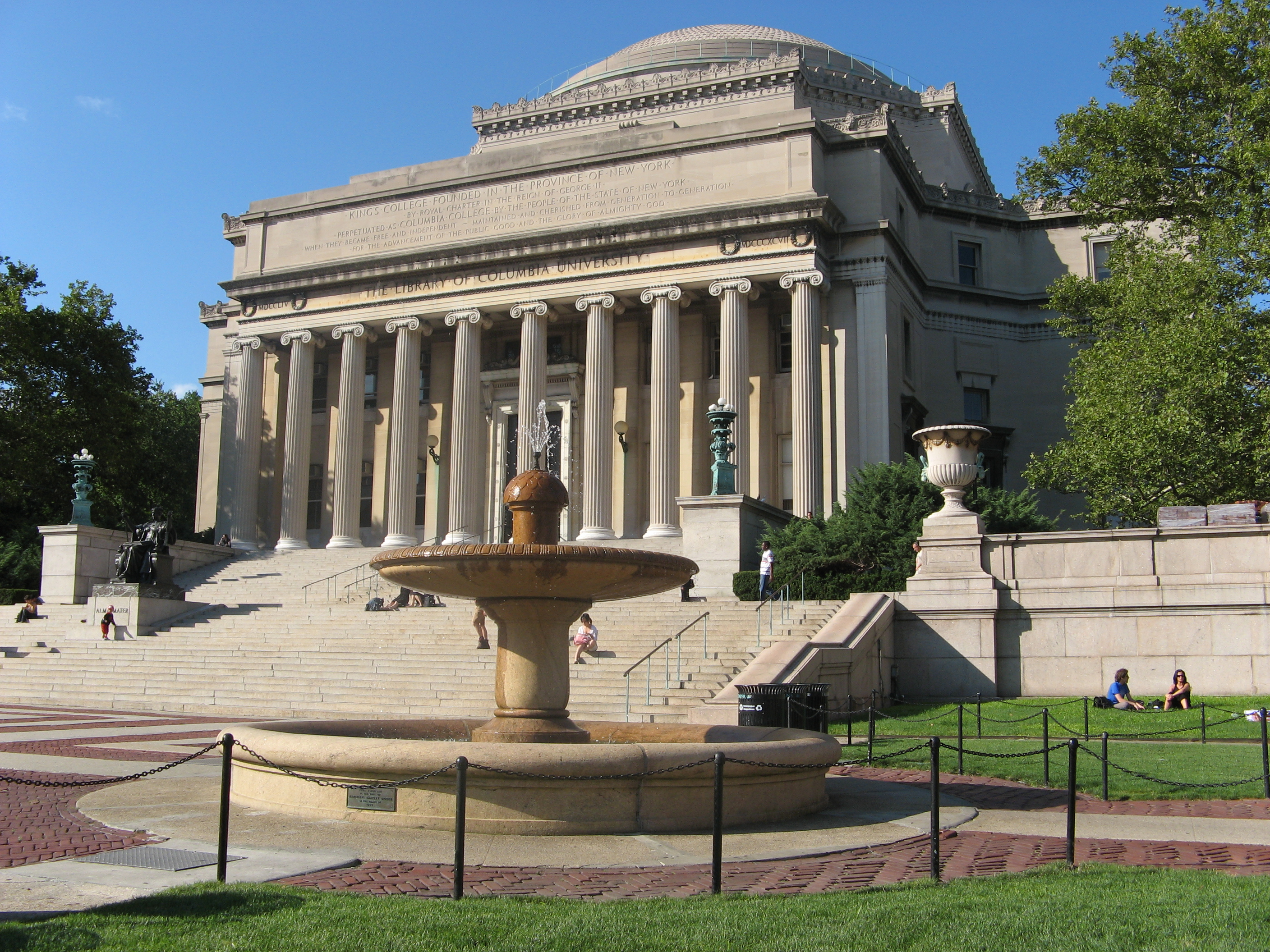
Меморіальна бібліотека Лоу

З тих пір, як у 1987 році US News & World Report розпочав рейтинг юридичних шкіл і до 2023 року Колумбійська школа права впродовж багатьох років входила до п'ятірки найкращих шкіл разом із Єльською юридичною школою, Гарвардською школою права і Стенфордською школою права. Відповідно до рейтингів US News & World Report Колумбійська школа права постійно опиняється серед найкращих юридичних шкіл (як на підставі академічної репутації, так і на підставі загальнодержавного рангу), а нещодавно школа посіла 8 місце (порівнявшись із Школою права Університету Вірджинії). У 2023 році за рейтингом US News & World Report Колумбійська школа права посіла перше місце у такій сфері знання, як господарське/корпоративне право, та друге місце — у сфері договорів/комерційного права та міжнародного права.
Згідно з інформацією за 2022 рік, яку повинні публікувати юридичні школи на вимогу Американської асоціації юристів, 99 % відсотків випускників Колумбійської школи права 2022 року влаштувались на роботу протягом десяти місяців після закінчення навчання.

## Витрати
Загальна вартість навчання (із зазначенням вартості навчання, зборів і витрат на проживання) у Колумбійський школі права на 2023—2024 навчальний рік становить 118 357 доларів США для студентів денної форми навчання, що здобувають ступінь доктора юриспруденції. Власне вартість навчання (оплата школі) на 2023—2024 навчальний рік становить 78 444 доларів США.